# Kismányok
Kismányok è un comune dell'Ungheria centro-meridionale di 365 abitanti (dati 2008). È situato nella contea di Tolna.